# Grøn brint
Grøn brint (GH2 eller GH2) er brint, der produceres ved elektrolyse af vand, hvor den anvendte elektricitet kommer fra vedvarende energikilder. Produktion af grøn brint forårsager væsentligt lavere udledning af drivhusgasser end produktion af grå brint, som udvindes af fossile brændstoffer uden kulstoffangst.
Hovedformålet med grøn brint er at bidrage til den grønne omstilling ved at hjælpe med at begrænse den globale opvarmning, reducere afhængigheden af fossile brændstoffer ved at erstatte grå brint og sørge for et større anvendelsesområde for brinten i særlige økonomiske aktiviteter. Disse områder kan være teknisk vanskelige at gøre CO2-fri på andre måder. Hovedanvendelserne for grøn brint vil sandsynligvis være indenfor sværindustri (f.eks. højtemperaturprocesser, råmateriale til produktion af grøn ammoniak og organiske kemikalier og direkte reduktion i forbindelse med stålfremstilling), langdistancetransport (f.eks. skibsfart, luftfart og i mindre grad tunge godskøretøjer) og langtidslagring af energi.
I 2021 udgjorde grøn brint mindre end 0,04 % af den samlede brintproduktion. De højere omkostninger ved fremstillingen af grøn brint i forhold til brint udvundet af fossile brændstoffer er hovedårsagen til, at grøn brint er mindre efterspurgt. For eksempel var brint fremstillet ved elektrolyse drevet af solenergi omkring 25 gange dyrere end brint, der stammede fra kulbrinter i 2018. I 2024 var forskellen faldet til omkring en faktor 3.
Fremstillingen og anvendelsen af grøn brint, ofte under betegnelsen power-to-X, er en vigtig del af planerne for grøn omstilling i blandt andet Danmark. Planerne mødte dog vanskeligheder med stigende omkostninger og mangel på tilstrækkelig efterspørgsel, der har medført lavere ambitioner på området i 2024 og 2025.

## Brintens "farver"
Ren brint er farveløs, men klassificeres alt efter kulstofintensiteten i fremstillingen som henholdsvis grå, blå eller grøn brint:
- Grå brint: Det meste brint, der produceres i dag, er grå brint, fremstillet ved at afbrænde naturgas gennem en såkaldt dampreformering (forkortet "SMR" fra engelsk steam methane reforming).[9] Denne proces tegnede sig for 1,8 % af de globale drivhusgasemissioner i 2021.[10]

- Blå brint: Blå brint fremstilles på samme måde som grå brint, men her suppleres fremstillingen med indfangning og lagring af den udledte CO2.

- Grøn brint: Grøn brint fremstilles gennem elektrolyse af vand ved brug af vedvarende energi, f.eks. strøm fra vindmøller og solceller, jf. også næste afsnit.

Kulstoffattig brint, dvs. såvel blå som grøn brint, tegnede sig for mindre end 1% af den samlede brintproduktion i 2021. I 2024 er det uklart, hvornår der kan produceres tilstrækkeligt kulstoffattigt brint til at udfase al den grå brint.
Derudover kan man også lejlighedsvis høre betegnelser som sort og pink brint. Sort (eller brun) brint bruges sommetider til at betegne brint, der er fremstillet på basis af sten- eller brunkul. Ofte bruges "sort brint" dog som en fællesbetegnelse for brint, der er fremstillet ved hjælp af fossile brændsler. Tilsvarende kan man støde på betegnelsen pink (også kaldet lilla eller rød) brint, hvorved der forstås brint, der er fremstillet af elektrolyse med strøm fra kernekraft.

## Definition
Normalt defineres "grøn brint" som brint produceret ved elektrolyse af vand ved brug af elektricitet fra vedvarende energikilder.
Den globale Green Hydrogen Standard definerer grøn brint som "brint produceret gennem elektrolyse af vand med 100 % eller næsten 100 % vedvarende energi med tæt på ingen drivhusgasudledninger."
En bredere, mindre brugt definition af grøn brint omfatter også brint fremstillet ved hjælp af forskellige andre metoder, der frembringer relativt lave udledninger og opfylder andre bæredygtighedskriterier. For eksempel kan disse produktionsmetoder inddrage kerneenergi eller biomasse.

## Anvendelse
Der er potentiale til, at grøn brint kan spille en væsentlig rolle i CO2-reduktion i energisystemer, hvor det er vanskeligt at erstatte fossile brændstoffer med direkte brug af elektricitet.
Brint kan som brændstof producere den intense varme, der kræves til industriel fremstilling af stål, cement, glas og kemikalier, og dermed bidrage til dekarboniseringen af industrien sammen med andre teknologier, eksempelvis lysbueovne til stålfremstilling. Grøn brint vil dog sandsynligvis spille en større rolle ved at kunne bidrage til renere produktion af ammoniak og organiske kemikalier. For eksempel ved stålfremstilling kunne brint fungere som en ren energibærer og også som en kulstoffattig katalysator, der erstatter kulbaseret koks.
Brint, der bruges til at dekarbonisere transport, vil sandsynligvis være mest relevant at anvende indenfor skibsfart, luftfart og i mindre grad tunge godskøretøjer, gennem brugen af brint-afledte syntetiske brændstoffer som ammoniak og metanol, og brændselscelleteknologi. Som energiresurse har brint en overlegen energitæthed (39,6 kWh/kg) i forhold til batterier (0,15-0,25 kWh/kg for lithiumbatterier). Brint anvendes som delvis energiforsyning af den norske bilfærge MF Hydra. For lette erhvervskøretøjer og personbiler er brintbiler langt bagefter andre køretøjer med alternativt brændstof, især sammenlignet med den stigende anvendelse af elektriske batterikøretøjer, og det er højst usikkert, om brint her vil spille nogen væsentlig rolle i fremtiden.
Grøn brint kan desuden bruges til langvarig energinetlagring og til langvarig sæsonbestemt energilagring. Det sker bl.a ved metanisering, hvor brint og CO2 kombineres til metan.

### Grøn metanol
Grøn metanol er et flydende brændstof, der fremstilles ved at kombinere kuldioxid og brint (CO2 + 3 H2 → CH3OH + H2O) under tryk og opvarme med katalysatorer. Det er en måde at genbruge indfanget kulstof. Metanol kan lagre brint økonomisk ved almindelig udendørs temperaturer og tryk sammenlignet med flydende brint og ammoniak, der skal bruge meget energi for at forblive kolde i flydende tilstand. I 2023 var Laura Maersk verdens første containerskib, hvis drivmiddel var metanolbrændstof. Blanding af metanol med ætanol kan gøre metanol til et mere sikkert brændstof at bruge, fordi metanol ikke har en synlig flamme i dagslys og ikke udsender røg, hvorimod ætanol har en synlig lysegul flamme. Kombinationen af grøn brintproduktion med en effektivitet på 70 % og en 70 % effektivitet af metanolproduktion herfra ville give en virkningsgrad (energikonverteringseffektivitet) på 49 %.

## Brintmarkedet
I 2022 blev det globale brintmarked vurderet til en størrelse på $ 155 milliarder, og det forventedes at vokse med gennemsnitligt 9,3 % mellem 2023 og 2030. Af dette marked tegnede grøn brint sig for omkring $ 4,2 milliarder (2,7 %). På grund af de højere produktionsomkostninger repræsenterer grøn brint en mindre del af den producerede brint end dens andel af markedsværdien. Størstedelen af brinten, der blev produceret i 2020, blev fremstillet på basis af fossilt brændstof. 99 % kom fra kulstofbaserede kilder. Elektrolysedrevet produktion udgør mindre end 0,1 % af den samlede produktion, og kun en del af denne var drevet af vedvarende elektricitet.
De nuværende høje produktionsomkostninger er den vigtigste faktor, der begrænser brugen af grøn brint. En pris på 2 dollar pr. kg anses af mange for at være et muligt vendepunkt, der ville gøre grøn brint konkurrencedygtig over for grå brint. Det er billigst at producere grøn brint, når der er overskud af vedvarende energi, som ellers ikke ville blive udnyttet, hvilket favoriserer elektrolysatorer, der er i stand til at reagere på lave og variable effektniveauer (såsom protonudvekslingsmembranelektrolysatorer).
Omkostningerne til elektrolysatorer faldt med 60 % fra 2010 til 2022, og produktionsomkostningerne for grøn brint forventes at falde betydeligt frem til 2030 og 2050, hvilket vil sænke omkostningerne ved grøn brint sideløbende med de faldende omkostninger ved vedvarende energiproduktion. En analyse fra  Goldman Sachs observerede i 2022, lige før Ruslands invasion af Ukraine, at "den unikke dynamik i Europa med historisk høje gas- og kulstofpriser allerede fører til grøn H2-omkostningsparitet med grå brint på tværs af centrale dele af regionen", og forudså, at globalt ville grøn brint opnå omkostningsparitet med grå brint i 2030, og endnu tidligere hvis der blev lagt en global afgift på CO2-belastningen fra grå brint.
I 2021 blev den grønne brintinvesteringspipeline estimeret til 121 gigawatt elektrolysekapacitet på tværs af 136 projekter i planlægnings- og udviklingsfaser, i alt over 500 milliarder dollars. Hvis alle projekter i pipelinen blev bygget, kunne de stå for 10 % af brintproduktionen i 2030. Markedet kan ifølge Goldman Sachs være mere end 1 billion dollar værd om året i 2050. En energimarkedsanalytiker foreslog i begyndelsen af 2021, at prisen på grøn brint ville falde med 70 % i 2031 i lande, der har billig vedvarende energi. I slutningen af 2024 havde mange af disse projekter dog ikke fundet tilstrækkelig finansiering og var enten blevet forsinket eller aflyst.

## Planer for brint i Danmark
I Danmark blev interesseorganisationen Brintbranchen for aktører indenfor brint- og power-to-X-industrien grundlagt i 2009. Produktionen af grøn brint har tiltrukket en del danske investorer, og der er blevet annonceret flere store brintprojekter. Stigende renter og inflation i begyndelsen af 2020'erne samt en efterspørgsel, der bevægede sig langsommere end ventet, ramte imidlertid projekterne hårdt, så flere af dem igen blev droppet eller udskudt. Virksomheden Green Hydrogen Systems, der producerede elektrolyseenheder, som kunne omdanne den grønne strøm til brint, måtte gå i rekonstruktion i marts 2025, hvorved investorerne tabte stort set alle deres penge. Året før havde energiselskabet Ørsted standset alle sine projekter på brintområdet.
I 2021 havde den danske regering ambitioner om, at der skulle opbygges en produktionskapacitet på 4-6 gigawatt elektrolysekapacitet i Danmark inden 2030. I 2025 regnede embedsmændene dog kun med at nå et mål på 575 megawatt, altså omkring en tiendedel af den tidligere ambition. Ifølge cheføkonom i CONCITO Torben Hasforth var hovedårsagen til de sænkede ambitioner, at man i første omgang havde gjort regning uden efterspørgslen efter brint, som var langt lavere, end de oprindelige mål havde forudsat.
Det er desuden planlagt at bygge et stort brintrør fra Danmark til Tyskland, som skal kunne transportere brinten fra de danske brintfabrikker til de formodede aftagere i Tyskland, hvor brint er udset til at skulle opfylde en stor del af de tyske klimamål. I første omgang undersøges om et eksisterende metanrør kan tåle brint.